# 科爾奇克 (舍佩蒂夫卡區)
50°20′3″N 27°7′47″E / 50.33417°N 27.12972°E
科爾奇克（烏克蘭語：Корчик），是烏克蘭的村落，位於該國西部赫梅利尼茨基州，由舍佩蒂夫卡區負責管轄，處於科爾奇克河畔，始建於1623年，面積1.41平方公里，海拔高度224米，2009年人口727。